# Amulacoris
Amulacoris is een geslacht van wantsen uit de familie van de Miridae (blindwantsen). Het geslacht werd voor het eerst wetenschappelijk beschreven door José Cândido de Melo Carvalho en William Edward China in 1959.

## Soorten
Het genus is monotypisch en bevat alleen de volgende soort:

- Amulacoris disimulans (Distant, 1893)